# Santo Tomas (Batangas)
Santo Tomas è una municipalità di prima classe delle Filippine, situata nella Provincia di Batangas, nella Regione del Calabarzon.
Santo Tomas è formata da 30 baranggay:
- Barangay I (Pob.)
- Barangay II (Pob.)
- Barangay III (Pob.)
- Barangay IV (Pob.)
- San Agustin
- San Antonio
- San Bartolome
- San Felix
- San Fernando
- San Francisco
- San Isidro Norte
- San Isidro Sur
- San Joaquin
- San Jose
- San Juan

- San Luis
- San Miguel
- San Pablo
- San Pedro
- San Rafael
- San Roque
- San Vicente
- Santa Ana
- Santa Anastacia
- Santa Clara
- Santa Cruz
- Santa Elena
- Santa Maria
- Santa Teresita
- Santiago